# بیمارستان سینا (اصفهان)
بیمارستان سینا بیمارستان با ۱۰ تخت و چهار اتاق عمل توسط گروه پزشکی، اولین بیمار خود را در سال ۱۳۵۸ پذیرش نمود. بیمارستان سینا اکنون با ۹۱ تخت و ۱۶۶ پزشک و متخصص و ۲۶۷ پرسنل لیسانس درمانی و ۱۵۳ پرسنل فنی در زیر بنایی در حدود ۵۰۰۰ متر مربع و طبق استانداردهای W.H.O در حال فعالیت است.